# Lee Sung-kyung
Lee Sung-kyung (koreanisch 이성경; * 10. August 1990 in Goyang) ist eine südkoreanische Schauspielerin und Sängerin, die ihre Laufbahn als Model begann. Bekanntheit erlangte sie durch Hauptrollen in Fernsehserien wie Doctors – Liebe unter dem Messer, Weightlifting Fairy Kim Bok-joo und Dr. Romantic.

## Leben
Lee Sung-kyung erlangte 2016 ihren Abschluss an der Dongduk Women’s University in Seoul. Schon während ihrer Schul- und Studienzeit betätigte sie sich ab 2008 als Model und ab 2013 als Sängerin. 2014 folgte die erste Nebenrolle als Schauspielerin in der Fernsehserie It’s Okay, That’s Love.
2015 erhielt Lee ihre erste Serien-Hauptrolle in Flower of Queen. 2016 folgten weitere Hauptrollen in Cheese in the Trap, Doctors – Liebe unter dem Messer und als titelgebende Athletin Kim Bok-joo in Weightlifting Fairy Kim Bok-joo. 2017 sprach sie in der koreanischen Fassung des Animationsfilms Trolls die Rolle von Poppy und beteiligte sich unter anderem mit einer Coverfassung von Cyndi Laupers Lied True Colors gemeinsam mit Park Hyung-sik auch am koreanischen Soundtrack. In About Time war Lee 2018 wieder als Hauptdarstellerin in einer Serie zu sehen. 2019 spielte sie an der Seite von Ra Mi-ran die Hauptrolle einer jungen Polizistin in der Krimikomödie Miss & Mrs. Cops.
Von 2020 bis 2023 verkörperte Lee die Rolle von Dr. Cha Eun-jae in der Ärzteserie Dr. Romantic. 2023 folgte die Hauptrolle in der Dramaserie Call It Love. Für ihre schauspielerischen Leistungen wurde Lee vielfach ausgezeichnet, darunter mit je zwei SBS Drama Awards, Asia Artist Awards und MBC Drama Awards.
Neben ihrer Tätigkeit als Schauspielerin ist Lee auch als Sängerin erfolgreich. Ihre 2016 mit Eddy Kim veröffentlichte Single My Lips like Warm Coffee erreichte Platz drei der Gaon Chart. Der 2017 gemeinsam mit Psy produzierte Titel Last Scene erreichte Rang 13 ebenfalls eine höhere Chartplatzierung. Der Titel Love mit dem Rapper Loco konnte sich 2021 auf dem 25. Rang der Gaon Charts platzieren. Zudem beteiligte sich Lee am Soundtrack mehrerer Film- und Fernsehproduktionen, an denen sie als Schauspielerin mitwirkte.

## Filmografie (Auswahl)
- 2014: It’s Okay, That’s Love (Gwaenchanha, Sarang-iya; Fernsehserie, 16 Folgen)
- 2015: Flower of Queen (Yeowangui Kkot; Fernsehserie, 50 Folgen)
- 2016: Cheese in the Trap (Chijeuindeoteuraep; Fernsehserie, 16 Folgen)
- 2016: Doctors – Liebe unter dem Messer (Dag-teo-seu; Fernsehserie, 20 Folgen)
- 2016: Weightlifting Fairy Kim Bok-joo (Yeokdoyojeong Gim Bokju; Fernsehserie, 16 Folgen)
- 2017: Trolls (Synchronrolle)
- 2017: While You Were Sleeping (Dangsin-i Jamdeun Saie; Fernsehserie, eine Folge)
- 2018: Love+Sling (Reseulleo)
- 2018: About Time (Meomchugo Sip-eun Sun-gan: Eobaut-taim; Fernsehserie, 16 Folgen)
- 2019: Miss & Mrs. Cops (Geol Kapseu)
- 2020: Once Again (Han Beon Danyeowatseumnida; Fernsehserie, eine Folge)
- 2020: Record of Youth (Cheongchun-girok; Fernsehserie, eine Folge)
- 2020–2023: Dr. Romantic (Nangmandakteo Gimsabu; Fernsehserie, 32 Folgen)
- 2022: Shooting Stars (Byeolttongbyeol; Fernsehserie, 16 Folgen)
- 2023: Call It Love (Sa-rang-i-ra Mal-hae-yo; Fernsehserie, 16 Folgen)

## Diskografie

### Singles
| Jahr | Titel Album                                                   | Höchstplatzierung, Gesamtwochen, AuszeichnungChartsChartplatzierungen (Jahr, Titel, Album, Platzierungen, Wochen, Auszeichnungen, Anmerkungen) | Anmerkungen                                  |
| Jahr | Titel Album                                                   | KR | Anmerkungen                                  |
| ---- | ------------------------------------------------------------- | --- | -------------------------------------------- |
| 2013 | I Love You (사랑의 단상) 랑의 단상 Chapter 4: You and Me Song | — | Erstveröffentlichung: 2013 mit The Papers    |
| 2016 | My Lips like Warm Coffee (내 입술 따뜻한 커피처럼) –          | KR3 (19 Wo.)KR | Erstveröffentlichung: 2016 mit Eddy Kim      |
| 2017 | Last Scene (마지막 장면) 4×2=8                                | KR13 (6 Wo.)KR | Erstveröffentlichung: 2017 mit Psy           |
| 2021 | Love (러브) Duet Mate                                         | KR25 (5 Wo.)KR | Erstveröffentlichung: 2021 mit Loco          |
| 2023 | Eat Sleep Live Repeat (잘 먹고 잘 살아) –                     | — | Erstveröffentlichung: 2023 mit Lee Chan-hyuk |

### Beiträge für Soundtracks
- 2017: True Colors (mit Park Hyung-sik, Cover von Cyndi Lauper; Soundtrack für Trolls)
- 2017: Get Back Up Again (Soundtrack für Trolls)
- 2018: My Only One Person (Soundtrack für About Time)
- 2018: I Am What I Am (Soundtrack für About Time)
- 2018: Tomorrow will be a better day! (Soundtrack für About Time)
- 2019: Show Time (mit Ra Mi-ran; Soundtrack für Miss & Mrs. Cops)